# Фигнер, Евгения Николаевна
Евгения Николаевна Фигнер (по мужу Сажина; 1858, Мамадыш, Казанская губерния, Российская империя — 19 ноября 1931, Москва, СССР) — русская революционерка, народница, член партии «Народная воля».

## Биография
Родилась в семье Николая Александровича Фигнера (1817—1870), штабс-капитана в отставке с 1847 года. Отец служил в Тетюшском уезде Казанской губернии по ведомству Министерства государственных имуществ, получил чин губернского секретаря, затем лесничим в Тетюшском и Мамадышском лесничествах. Был женат на Екатерине Христофоровне Куприяновой (1832—1903). У них было шесть детей: Вера, Лидия, Пётр, Николай, Евгения и Ольга.
Обучалась в Казанском Родионовском институте благородных девиц, при переезде семьи в Казань — в Казанской женской гимназии, при переезде в Санкт-Петербург продолжила и закончила учёбу в Коломенской гимназии.
После окончания гимназии полгода жила вместе с матерью в Швейцарии, познакомилась с некоторыми политэмигрантами, общение с которыми повлияло на её мировоззрение. Во второй половине 1876 года вернулась в Петербург.
Обучалась фельдшерскому делу в Царицыне и сдала экзамен на фельдшерицу при Саратовской врачебной управе. Окончила в Петербурге Калинкинские акушерские курсы. После окончания курсов переехала в с. Вязьмино (Петровский уезд Саратовская губерния), где вместе с сестрой Верой работала фельдшером и открыла школу для крестьян.
В марте 1879 года, к сёстрам Фигнер приезжал террорист Соловьёв А. К. перед готовившемся покушением на императора Александра II. После покушения на царя и ареста Соловьёва, сёстры были вынуждены перейти на нелегальное положение.
Осенью 1879 года вступила в партию «Народная воля». Занималась распространением нелегальной литературы, сбором средств для партии и другим. Была хозяйкой конспиративной квартиры в д.13 в Лештуковом переулке (Санкт-Петербург).
27 ноября 1879 года была арестована на квартире. При обыске был найден динамит, номера газеты «Народная воля», типографская бумага и прочее.
На Процессе шестнадцати, проходившем с 25 по 30 октября 1880 года в Санкт-Петербургском военно-окружном суде, приговорена к ссылке в Сибирь на 16 лет. В Иркутске заболела в тюрьме сыпным тифом, а по выздоровлении её отправили в Киренск (Иркутская губерния).
В Киренске вышла замуж на участника народнического движения Михаила Петровича Сажина (1845 −1934). Вскоре они переехали на Ленские золотые прииски, так как муж получил возможность устроиться там на работу. Затем переезжали в Балаганск, в Лиственичный, на Ниманские золотые промысла на притоке Амура — Бурее, после чего жили в Тюмени.
Вернулась из ссылки в 1896 году, жила с мужем в Риге, Нижнем Новгороде, где работала в Обществе распространения народного образования, составляла библиотеки для школ на книжном складе Народного дома, занималась сбором средств для политического Красного Креста, заведовала библиотекой в Обществе помощи молодым девушкам.
С 1906 года жила в Санкт-Петербурге, заведовала библиотекой в рабочем клубе им. Н. А. Некрасова.
После Февральской революции 1917 года принимала участие в работе комитета помощи амнистированным, входила в состав группы, которая издавала листки для народа на темы политического переустройства.
В первой половине октября 1917 года уехала к сыну, работавшему на нефтепромыслах в Грозном. В июне 1920 года переехала в Москву. В 1920-х годах работала в Музее каторги и ссылки (Москва) при Обществе бывших политкаторжан и ссыльнопоселенцев, членом которого была.
Похоронена в Москве на Новодевичьем кладбище.

## Муж и дети
- Сажин, Михаил Петрович

Дети: четверо сыновей.

## Интересный факт
Обладая прекрасными вокальными данными, Евгения Николаевна любила петь. Даже на нелегальном положении умудрялась под вымышленной фамилией посещать курсы вокала.
Старшая сестра Вера Николаевна Фигнер позже вспоминала:
У Евгении Николаевны был чудный меццо-сопрано, и ей могла предстоять такая же блестящая артистическая карьера, какую десять лет спустя сделал наш брат Николай. Она и начала учиться пению. Но демократические тенденции того времени не допускали подобного рода профессий: они были неприемлемы для социалиста. «Неужели вам превращаться в мешок с золотом?» — говорил Иванчин-Писарев; в том же направлении действовали Богданович и я. В конце концов, вместо оперной знаменитости вышла скромная фельдшерица-акушерка, причем фельдшерскому искусству она обучалась в Царицыне у врача Загорского, мужа старшей сестры Перовской, Марии, у которой, надо сказать не было никаких общих черт с нашей Софьей Львовной. 

## Ссылка
http://www.rusdeutsch-panorama.ru/jencik_statja.php?mode=view&site_id=34&own_menu_id=2859